# توني غوميز
توني غوميز (بالإسبانية: Tony Gómez)‏ (23 أبريل 1967 الأوروغواي - ) هو لاعب كرة قدم أوروغواني، يلعب كمدافع.

## مسيرته

### مسيرته مع المنتخبات الوطنية
- 1992 - 1997 لعب مع منتخب الأوروغواي لكرة القدم 8 مباريات.

### مسيرته مع الأندية
- 1989 - 1990 لعب مع نادي سان لورينزو 13 مباراة.
- 1995 - 1995 لعب مع إنديبندينتي 15 مباراة.
- 1996 - 1996 لعب مع إستوديانتيس دي لا بلاتا 3 مباريات.
- 1997 - 1997 لعب مع ناسيونال مونتيفيديو 27 مباراة سجل خلالها هدف.
- 1998 - 1998 لعب مع نادي غوانغجو إفرغراند تاوباو 18 مباراة سجل خلالها هدفين.
- 2001 - 2001 لعب مع Club Plaza Colonia de Deportes [الإنجليزية]‏ 20 مباراة.